# Marathon van Turijn 2002
De marathon van Turijn 2002 werd gelopen op zondag 21 april 2002. Het was de zestiende editie van deze marathon.
De Italiaan Alberico Di Cecco kwam bij de mannen als eerste over de streep in 2:10.27. Bij de vrouwen was dat de Keniaanse Anastasia Ndereba, die finishte in 2:29.27.

## Uitslagen

### Mannen
| rang   | naam                    | land | tijd    |
| ------ | ----------------------- | ---- | ------- |
| Goud   | Alberico Di Cecco       | ITA  | 2:10.27 |
| Zilver | Danilo Goffi            | ITA  | 2:10.52 |
| Brons  | Sergio Chiesa           | ITA  | 2:11.00 |
| 4      | John Nada Saya          | TAN  | 2:11.12 |
| 5      | Hicham Chatt            | MAR  | 2:13.12 |
| 6      | Stephen Rugut           | KEN  | 2:13.26 |
| 7      | Oleksandr Koezin        | UKR  | 2:13.30 |
| 8      | Patrick Chumba          | KEN  | 2:15.55 |
| 9      | Massimo Leonardi        | ITA  | 2:16.45 |
| 10     | David Koech             | KEN  | 2:17.00 |
| 11     | Emerson Iser-Bem        | BRA  | 2:17.53 |
| 12     | David Maiyo             | KEN  | 2:18.06 |
| 13     | Francesco Minerva       | ITA  | 2:18.08 |
| 14     | Jacinto Rodriguez       | PUR  | 2:19.16 |
| 15     | Manuel-Valente Ferreira | POR  | 2:21.55 |
| 22     | Abderrahim Boussad      | MAR  | 2:27.27 |
| 23     | Philip Kemei            | KEN  | 2:27.32 |
| 25     | Cian Mcloughlin         | IRL  | 2:28.01 |

### Vrouwen
| rang   | naam                   | land | tijd    |
| ------ | ---------------------- | ---- | ------- |
| Goud   | Anastasia Ndereba      | KEN  | 2:29.27 |
| Zilver | Banuela Katesigwa      | TAN  | 2:29.53 |
| Brons  | Rosaria Console        | ITA  | 2:31.18 |
| 4      | Olga Kovpotina         | RUS  | 2:32.14 |
| 5      | Anne Jelagat Kibor     | KEN  | 2:32.18 |
| 6      | Florinda Andreucci     | ITA  | 2:32.22 |
| 7      | Albina Mayorova        | RUS  | 2:34.49 |
| 8      | Beatriz Ros            | ESP  | 2:34.59 |
| 9      | Ursula Jeitziner       | SUI  | 2:42.39 |
| 10     | Sisay Measo            | ETH  | 2:46.17 |
| 11     | Magali Reymonencq      | FRA  | 2:49.04 |
| 12     | Josette Colomb         | FRA  | 2:50.16 |
| 13     | Catherine Bertone      | ITA  | 2:50.37 |
| 18     | Paola Ventrella        | ITA  | 2:57.46 |
| 23     | Maria-Grazia Navacchia | ITA  | 3:07.47 |

1974 ·
1975 ·
1976 ·
1977 ·
1978 ·
1979 ·
1980 ·
1981 ·
1982 ·
1983 ·
1984 ·
1985 ·
1986 ·
1987 ·
1988 ·
1989 ·
1990 ·
1991 ·
1992 ·
1993 ·
1994 ·
1995 ·
1996 ·
1997 ·
1998 ·
1999 ·
2000 ·
2001 ·
2002 ·
2003 ·
2004 ·
2005 ·
2006 ·
2007 ·
2008 ·
2009 ·
2010 ·
2011 ·
2012 ·
2013 ·
2014 ·
2015 ·
2016 ·
2017